# Араужо, Владимир
Владими́р Арау́жо, полное имя Владими́р Орла́ндо Кардо́зо ди Арау́жо Фи́льо (порт.-браз. Vladimir Orlando Cardoso de Araújo Filho), также известный просто по имени Владимир) (16 июля 1989, Ипиау, штат Баия) — бразильский футболист, вратарь клуба «Аваи».

## Биография
Владимир Араужо родился на востоке штата Баия, однако с ранних лет воспитывался в молодёжной академии клуба «Сантос» из штата Сан-Паулу. Он прошёл все возрастные категории — команды до 15, 17 и 20 лет. В 2007 и 2008 годах вместе с командой до 20 лет выиграл два подряд чемпионата штата Сан-Паулу для молодёжных команд.
В 2009 году Владимир был отдан в аренду в «Форталезу», где он выступал за молодёжный состав, но за основную команду в чемпионате Бразилии так и не дебютировал. В 2010 году вернулся в «Сантос». В Лиге Паулисте того года он так и не сыграл, оставаясь резервным игроком. Сантос выиграл турнир и Владимир формально также стал его победителем. Аналогичная ситуация получилась с Кубком Бразилии 2010. Владимир был резервным вратарём, попадал в заявки на матчи, но на поле не появлялся и опять же, стал обладателем этого трофея не сыграв ни минуты.
В 2011 году Владимир, наконец, выиграл трофей на взрослом уровне уже непосредственно сыграв за основу. Он провёл три матча в Лиге Паулисте, которую «Сантос» выиграл во второй год подряд. Чуть позже Владимир стал обладателем Кубка Либертадорес, в розыгрыше которого во всех матчах играл Рафаэл Кабрал. Владимир был резерве во втором финальном матче турнира против «Пеньяроля» (победа «Сантоса» 2:1). Таким образом, в трёх из четырёх выигранных на взрослом уровне трофеях сам Владимир не выступал.
22 августа Владимир дебютировал в чемпионате Бразилии в гостевой встрече против «Баии», завершившейся победой «Сантоса» 2:1. ОН вышел во втором тайме на замену Рафаэлу при счёте 1:1. В последнем туре чемпионата против «Сан-Паулу» «Сантос» играл в экспериментальном составе и уступил 1:4. Владимир сыграл весь матч.
В конце 2011 года Владимир Араужо поехал на Клубный чемпионат мира также в качестве резервного вратаря.
Наиболее успешным для Владимира стал сезон 2015 года. Он провёл 10 матчей в Паулисте и 11 — в чемпионате Бразилии. В 2016 году Владимир стал резервным игроком, сыграв лишь два матча в Кубке Бразилии. В 2019 году успешно на правах аренды выступал за «Аваи». После возвращения в «Сантос» вновь сел на скамейку. В 2021 году покинул «Сантос» и подписал полноценный контракт с «Аваи».

## Титулы
- Чемпион штата Сан-Паулу (5): 2010 (резервный вратарь), 2011, 2012, 2015, 2016
- Чемпион молодёжной Лиги Паулисты (2): 2007, 2008
- Чемпион штата Санта-Катарина (1): 2019
- Вице-чемпион Бразилии (1): 2016
- Чемпион Кубка Бразилии (1): 2010 (не играл)
- Финалист Кубка Бразилии (1): 2015
- Обладатель Кубка Либертадорес (1): 2011 (не играл)
- Финалист Кубка Либертадорес (1): 2020 (не играл)